# Rhamphidium brasiliense
Rhamphidium brasiliense är en bladmossart som beskrevs av Brotherus 1924. Rhamphidium brasiliense ingår i släktet Rhamphidium och familjen Ditrichaceae. Inga underarter finns listade i Catalogue of Life.